# João Batista Muniz
João Batista Muniz CSsR (* 14. Januar 1900 in São Sebastião da Chacara, Minas Gerais, Brasilien; † 10. Dezember 1977) war Bischof von Barra.

## Leben
João Batista Muniz trat der Ordensgemeinschaft der Redemptoristen bei und legte am 2. August 1921 die Profess ab. Er empfing am 22. September 1926 das Sakrament der Priesterweihe.
Am 24. August 1942 ernannte ihn Papst Pius XII. zum Bischof von Barra. Der Erzbischof von Mariana, Helvécio Gomes de Oliveira SDB, spendete ihm am 15. November desselben Jahres die Bischofsweihe; Mitkonsekratoren waren der Bischof von Valença, Rodolfo das Mercês de Oliveira Pena, und der Bischof von Juiz de Fora, Justino José de Sant’Ana.
Am 9. Dezember 1966 nahm Papst Paul VI. das von João Batista Muniz vorgebrachte Rücktrittsgesuch an und ernannte ihn zum Titularbischof von Velefi. Muniz verzichtete am 16. März 1971 auf das Titularbistum Velefi.
João Batista Muniz nahm an der ersten und zweiten Sitzungsperiode des Zweiten Vatikanischen Konzils teil.